# Niefang
Niefang (conosciuta durante il periodo coloniale come Sevilla de Niefang) è una città della Guinea Equatoriale. Si trova nella Provincia Centro Sud e ha 4.858 abitanti.
La città si trova a 70 km da Bata, dopo aver attraversato il Rio Mbini. Deve la sua importanza al fatto di trovarsi all'intersezione tra le due principali vie di comunicazioni della parte continentale del paese, all'incrocio di strade che collegano Bata alle principali città all'interno della regione continentale: Evinayong, Ebebiyon, Mongomo. È la capitale economica della provincia.
Niefang era tradizionalmente la frontiera occidentale dell'area tribale di Fang. Il suo nome significa " Limite di fango". Più a ovest si trovano le aree delle tribù costiere bantu conosciute come "Playeros": Combs, Bujeba, Whengues e Benga. 
La patrona della città è María Reina de Niefang, che si celebra il 22 agosto.  Il patriarca di questa piccola città è Nze Bokung la fondatrice di questo villaggio prima di essere convertito in una città dai coloni spagnoli. 